# Günter Bers
Günter Ernst Bers (* 2. September 1940) ist ein deutscher Historiker.

## Leben
Bers studierte Romanistik und Geschichte an der Rheinische Friedrich-Wilhelms-Universität Bonn, wo er 1968 promovierte. Nach der Habilitation 1977 an der PH Rheinland in Köln lehrte er zunächst dort regulär und von 1980 bis zum Ruhestand 2005 als außerplanmäßiger Professor an der Universität zu Köln.
Der Schwerpunkt seiner Forschung liegt auf Rheinischer Landesgeschichte. Seit 1974 ist Bers Mitglied der Gesellschaft für Rheinische Geschichtskunde. Er wurde 2013 mit dem Verdienstkreuz am Bande des Verdienstordens der Bundesrepublik Deutschland und 2016 mit dem Rheinlandtaler des Landschaftsverbandes Rheinland ausgezeichnet.

## Schriften (Auswahl)
- Die Allianz Frankreich-Kleve während des Geldrischen Krieges (Jülich'sche Fehde) (1539-1543). Urkunden und Korrespondenzen. Bonn 1968, DNB 481508074 (Dissertation).
- Wilhelm Hasselmann 1844–1916. Sozialrevolutionärer Agitator und Abgeordneter des Deutschen Reichstages. Köln 1973, OCLC 462573697.
- Der Bezirk Mittelrhein, Saar der Kommunistischen Partei Deutschlands (KPD) im Jahre 1922. Wentorf bei Hamburg 1975, OCLC 477223526.
- Aufklärertum und Traditionalismus in der Region. Zur Geschichte der Stadt Jülich und der „Monatsschrift-Gesellschaft, Gesellschaft Denkender Männer“ 1797/1798. Jülich 1985, ISBN 3-9800914-5-7.
- „Das Miraculöß Mariä Bildlein zu Aldenhoven“. Geschichte einer rheinischen Wallfahrt 1655–1985. Köln 1986, ISBN 3-88874-014-5.